# Juliane Bogner-Strauß
Juliane Gertrude Bogner-Strauß (ur. 3 listopada 1971 w miejscowości Wagna) – austriacka biochemik, biolog molekularny, nauczyciel akademicki i polityk, posłanka do Rady Narodowej, w latach 2017–2019 minister w rządzie federalnym.

## Życiorys
W 1990 ukończyła Gymnasium der Ursulinen Graz. W 1998 została absolwentką chemii na Uniwersytecie w Grazu, a w 1999 specjalizowała się w zakresie biochemii. W 2002 na tej samej uczelni uzyskała doktorat z zakresu biologii molekularnej, a w 2008 habilitowała się na Uniwersytecie Technicznym w Grazu. Do 2005 pracowała na Uniwersytecie w Grazu, następnie przeszła na Uniwersytet Techniczny w tym samym mieście. W 2010 została profesorem nadzwyczajnym tej uczelni, w latach 2005–2013 była wicedyrektorem uniwersyteckiego instytutu genomiki i bioinformatyki. W 2016 objęła stanowisko zastępcy dyrektora instytutu biochemii. W pracy naukowej zajęła się zagadnieniami z dziedziny biologii molekularnej i genomiki.
W 2017 została kandydatką Austriackiej Partii Ludowej w wyborach parlamentarnych rozpisanych na październik tegoż roku. Uzyskała w nich mandat posłanki do Rady Narodowej XXVI kadencji. W grudniu 2017 objęła stanowisko ministra rodziny i młodzieży w rządzie Sebastiana Kurza. W styczniu 2018 dodatkowo powierzono jej sprawy kobiet, a stanowisko usytuowano w urzędzie kanclerza. W maju 2019, po zdymisjonowaniu ministrów z Wolnościowej Partii Austrii, objęła ponadto funkcję ministra służby cywilnej i sportu. Zakończyła pełnienie funkcji rządowych w czerwcu 2019 w związku z przegłosowaniem przez parlament wotum nieufności wobec rządu i powołaniem nowego gabinetu technicznego. W tym samym roku została wybrana na kolejną kadencję niższej izby austriackiego parlamentu.
W grudniu 2019 powołana na ministra do spraw m.in. zdrowia i edukacji w rządzie krajowym Styrii. Pełniła tę funkcję do października 2023, po czym powróciła wróciła do wykonywania mandatu poselskiego. Utrzymała go także w wyniku wyborów w 2024.